# Villa Nueva (Guatemala)
Villa Nueva is een multifunctionele stad in Guatemala die wordt begrensd door het departement Guatemala. Het maakt deel uit van het grootstedelijk gebied van Guatemala en is de op een na meest bevolkte stad van het land en de op vijf na meest bevolkte stad in Midden-Amerika. De grootste stad in het gebied is Guatemala-stad.

## Beschrijving
Villa Nueva bevindt zich in de vijf meest competitieve en belangrijke steden van het land sinds 2019 volgens de Local Competitiveness Index, gepresenteerd door de Foundation for the Development of Guatemala (Fundesa). De stad behaalde een ICL van 70,22 punten. Villa Nueva plaatst zich op het niveau van de steden Colombia, Mexico en Chili, en is ook een van de drie gemeenten die het productieve potentieel in de regio leiden en behaalde de vijfde plaats bij de beste gemeenten om zaken te doen in Guatemala. De door de gemeente geschatte bevolking is ongeveer anderhalf miljoen voor 2015  en volgens het Nationaal Instituut voor de Statistiek van Guatemala heeft de stad 618.397 inwoners,  voegt momenteel het totaal van het grootstedelijk gebied van Guatemala toe naar schatting 5.103.685 waaronder Villa Nueva binnen de meest bevolkte en uitgebreide stedelijke agglomeratie in Midden-Amerika .
De stad ligt in een vallei in het zuidelijke centrale deel van het land, variërend van noord naar zuid een 7 kilometer lange internationale snelweg naar de Stille Oceaan (CA-9, Calzada Raúl Aguilar Batres en 37 straat van zone 12 van Villa Nueva) tot 25,2 km internationale snelweg naar de Stille Oceaan (CA-9, Planes de Bárcena). Het wordt in het noorden begrensd door de stad Mixco en de stad Guatemala; in het oosten met San Miguel Petapa, in het zuiden met het meer van Amatitlán en de stad Amatitlán; in het westen met de gemeenten Magdalena Milpas Altas, Santa Lucía Milpas Altas en San Lucas Sacatepéquez. 
Villa Nueva is het hoofdkantoor en hoofd van de Mancomunidad Gran Ciudad del Sur, wiens doel het is om de economische en duurzame ontwikkeling van de zuidelijke regio van het departement Guatemala te bevorderen, de capaciteiten van de aangesloten gemeenten te versterken, met de steun van de publieke sector, de particuliere sector, ontwikkelingsbanken en de lokale gemeenschap. Dit Gemenebest bestaat uit zeven gemeenten in het zuiden van het departement Guatemala: Amatitlán, Guatemala-stad, Mixco, San Miguel Petapa, Santa Catarina Pinula, Villa Canales en Villa Nueva.
De 12 zones van de stad beslaan een territoriale uitbreiding van in totaal 114 vierkante kilometer, waarvan een deel zich in het stroomgebied van het meer van Amatitlán bevindt. De hoogte die wordt geregistreerd in het centrale park van de gemeente is 1330 meter boven zeeniveau. Het klimaat in de stad Villa Nueva wordt als gematigd beschouwd en bereikt het hele jaar door maximumtemperaturen van 26 °C en minimumtemperaturen van 8 °C.
De stad is verbonden met de belangrijkste stad van het land naast de steden die deel uitmaken van het grootstedelijk gebied van Guatemala. Mensen die van een stad in het zuiden van het land naar de hoofdstad reizen, gebruiken de Central de Transferencia "Centra Sur", gelegen ten zuiden van Guatemala-stad in zone 12 van Villa Nueva. Deze terminal is ontworpen om alle buslijnen onder één dak samen te brengen en zo een deel van de verkeerscongestie in de stad te verlichten.
In de stad Villa Nueva domineren stedelijke bevolkte plaatsen, het is een dichtbevolkt gebied met een grote vraag naar woningen, bewoond door ongeveer anderhalf miljoen mensen, het is een stad die sterk wordt beïnvloed door de nabijheid van Guatemala-stad en zijn omgeving. gebied waarvan het deel uitmaakt. Villa Nueva heeft de afgelopen jaren een versnelde stedelijke groei laten zien, waardoor de ontwikkeling van onroerendgoedbedrijven op haar grondgebied werd gestimuleerd. Sinds het midden van de twintigste eeuw hebben ontwikkelaars, ontwikkelaars, bouwers en huizenkopers interesse en voorkeur getoond voor dit gebied voor de bouw van flatgebouwen en woningen, dit afgeleid van de aantrekkelijke strategische en bevoorrechte territoriale ligging ten zuiden van de hoofdstad van de natie. De nabijheid ervan en de sterke invloed die het uitoefent, hebben van de gemeente een gebied gemaakt met gemakkelijke toegang tot bronnen van werk, studie en opleiding, naast het verkrijgen van alle diensten van een eersteklas stad die welzijn biedt aan haar inwoners en als een resultaat migratie van nieuwe bewoners naar deze stad.